# 別列日尼齊亞 (馬涅維奇區)
51°22′25″N 25°13′16″E / 51.37361°N 25.22111°E
別列日尼齊亞（烏克蘭語：Бережниця）是烏克蘭西部的村莊，隸屬沃倫州的卡明-卡希爾斯基區。該村面積53.5平方公里，海拔高度158米，2001年人口401，人口密度每平方公里7.5人。